# 호시역
호시역(일본어: 糒駅)은 일본 후쿠오카현 다가와시에 위치한 헤이세이 지쿠호 철도 이타 선의 철도역이다. 상대식 승강장 2면 2선의 구조를 갖춘 지상역이다.

## 타는 곳
| 역사 쪽 | ■ 이타 선 | 하행 | 다가와이타 · 유쿠하시 방면 |
| 반대 쪽 | ■ 이타 선 | 상행 | 가나다 · 노가타 방면       |

## 이용 현황
- 2016년도 기준 : 142명

## 역 주변
- 후쿠오카 현도 22호 다가와노가타 선

## 인접 역
| 헤이세이 지쿠호 철도 ■ 이타 선 | 헤이세이 지쿠호 철도 ■ 이타 선 | 헤이세이 지쿠호 철도 ■ 이타 선   |
| ------------------------------ | ------------------------------ | -------------------------------- |
| 가미카나다 노가타 방면         | ■ 이타 선                      | 다가와시리츠뵤인 다가와이타 방면 |